# Ricky Ortiz
Richard (Rich) Young (Phoenix (Arizona), 12 mei 1975), beter bekend als Ricky Ortiz, is een Amerikaans voormalig professioneel Americanfootballspeler en professioneel worstelaar die bekend was van World Wrestling Entertainment (WWE).
Richard spendeert veel tijd in Canadian football League (CFL), Arena Football League (AFL) en National Football League (NFL).

## In worstelen
- Afwerking bewegingen
  - Big O (WWE) - Boneyard Boogie
  - 360° corkscrew forearm smash

- Kenmerkende bewegingen
  - Diving shoulder block
  - Dropkick
  - Sitout side powerslam

- Bijnamen
  - "The Latin Assassin"
  - "Ricky O"